# 落語野郎 大爆笑
『落語野郎 大爆笑』（らくごやろう だいばくしょう）は、1967年2月11日に公開された日本映画。製作は東宝撮影所。配給は東宝。カラー、東宝スコープ。

## 概要
「落語野郎シリーズ」第3弾。今回は再び時代劇に戻している。
トリオ漫才ブームという事もあって、本作よりトリオ・ザ・パンチやナンセンストリオが加入している。また獅子てんや・瀬戸わんやや漫画トリオがシリーズでは唯一の出演となっている。
なお杉江敏男がシリーズの監督を務めるのは本作が最後で、次作にして最終作『落語野郎 大泥棒』では松林宗恵が監督を務める。

## スタッフ
- 監督：杉江敏男
- プロデューサー：沢村国男[要出典]
- 監修：安藤鶴夫
- 製作：清水雅[要出典]
- 製作補：森岩雄[要出典]
- 企画：藤本真澄[要出典]
- 脚本：新井一、椿澄夫
- 音楽：神津善行
- 撮影：完倉泰一
- 美術：河東安英
- 録音：藤縄正一
- 照明：金子光男
- 編集：藤井良平
- スチール：荒木五一
- 合成：土井三郎

## キャスト
- 金太：三遊亭歌奴
- 熊吉：桂米丸
- 一八：古今亭志ん馬 (6代目)
- 八五郎：柳亭小痴楽
- 権三：宮城けんじ（Wけんじ）
- 助十：東けんじ（Wけんじ）
- 太助：三遊亭金遊
- 呑海：桂歌丸
- 越後屋幸兵衛：中村是好
- 幸太郎：黒川俊哉
- お藤：塩沢とき
- おみつ：笠置シヅ子
- おかね：高原とり子
- 丸橋忠弥：藤木悠
- 水野十郎左衛門：田島義文
- 与三郎：牧伸二
- 蝙蝠安：東京ぼん太
- お富さん：三浦布美子
- お七：酒井和歌子
- 赤井御門守：獅子てんや
- 近習三太夫：瀬戸わんや
- 薮井竹庵：月の家円鏡
- 和尚吉三：三波伸介（てんぷくトリオ）
- お坊吉三：戸塚睦夫（てんぷくトリオ）
- お嬢吉三：伊東四朗（てんぷくトリオ）
- 銭無平次：内藤陳（トリオ・ザ・パンチ）
- ガラッ八：久里みのる（トリオ・ザ・パンチ）
- 脳天辰：成美信（トリオ・ザ・パンチ）
- 漫太：横山フック（漫画トリオ）
- 漫吉：横山ノック（漫画トリオ）
- 漫次：上岡龍太郎（漫画トリオ）
- おしか：久保菜穂子
- お雪：浦山珠実
- 呼び込み：鈴木治夫
- 亀一：前田隣（ナンセンストリオ）
- 亀二：岸野猛（ナンセンストリオ）
- 亀三：江口明（ナンセンストリオ）
- 文吉：佐田豊
- 仙之助：春風亭柳好
- うなぎ屋の女中：南弘子
- 御門守門番：中山豊
- 賭場の侍：岩本弘司
- 飴売りお春：都はるみ

## 同時上映
- 国際秘密警察 絶体絶命
  - 原作：都筑道夫／脚本：関沢新一／監督：谷口千吉／主演：三橋達也
  - シリーズ第5作にして最終作。東宝・宝塚映画制作。